# V katedrálách ticha
V katedrálách ticha je koncertní album české skupiny DG 307, vydané v roce 2011 společností Guerilla Records. Obsahuje částečné záznamy dvou koncertů z roku 1994 v klubu Roxy v Praze a v Divadle Bolka Polívky v Brně. Záznam pochází z doby před odchodem Milana Hlavsy, zde hrajícího na klávesy. Sestavu doprovázející hlas básníka Pavla Zajíčka dále doplňoval druhý klávesista, dva bubeníci, dva hráči na smyčcové nástroje a kytarista. Album vyšlo u příležitosti šedesátých narozenin Pavla Zajíčka.

## Seznam skladeb
Autorem textů je Pavel Zajíček, s výjimkou písně „Tyger“, která je zhudebněnou básní Williama Blakea.
1. Bylo to na jaře roku 90
2. New York Praha Paříž
3. Nic zvláštního
4. Příběh II.
5. Angels hair
6. Něco mi připomíná
7. Kniha psaná chaosem
8. Duben
9. V ulicích Sodomy Gomory
10. Svět falešnejch iluzí
11. Byl to…
12. Tyger
13. Papírový aPsolutno
14. Degenerace

## Obsazení
- Pavel Zajíček – hlas
- Milan Hlavsa – klávesy, hlas
- Tomáš Schilla – violoncello
- René Starhon – bicí
- Antonín Korb – bicí, tympány
- Otakar „Alfréd“ Michl – kytara
- Ivan Procházka – klávesy
- Veronika Hánová – housle, zpěv